# Boronia grimshawii
Boronia grimshawii är en vinruteväxtart som beskrevs av Duretto. Boronia grimshawii ingår i släktet Boronia och familjen vinruteväxter. Inga underarter finns listade i Catalogue of Life.